# Demi-lune (film)
Pour les articles homonymes, voir Demi-lune.
Pour plus de détails, voir Fiche technique et Distribution.
Demi-lune (Niwemang) est un film franco-iranien de Bahman Ghobadi sorti en 2006.

## Synopsis
Mamo, un chanteur kurde d'Irak qui vit au Kurdistan iranien, veut donner un dernier concert dans son pays. Mais il n'a pas l'autorisation de pénétrer sur ce territoire. Kako, un de ses fans, va l'aider à réaliser son objectif.    

## Fiche technique
- Titre original : Niwemang
- Titre français : Demi-lune
- Réalisation : Bahman Ghobadi
- Scénario : Bahman Ghobadi et Behnam Behzadi
- Directeur de la photographie : Nigel Bluck et Crighton Bone
- Musique : Hossein Alizadeh
- Montage : Hayedeh Safiyari
- Sociétés de production : Mij Film, New Crowned Hope, Silkroad Production
- Pays d'origine :  France,  Iran
- Langue originale : kurde, persan
- Genre : comédie dramatique
- Durée : 1h47 minutes
- Date de sortie :  France : 11 juillet 2007

## Distribution
- Ismail Ghaffari : Mamo
- Golshifteh Farahani : Niwemang
- Hedieh Tehrani : Hesho
- Allah-Morad Rashtian : Kako

## Distinctions
- Festival international du film d'Istanbul 2007: Prix du public
- Festival de Saint-Sébastien 2006 : 
  - Coquille d'or
  - Prix du jury pour la meilleure photographie
  - Prix FIPRESCI du meilleur scénario